# Bag of Bones
Bag of Bones é o nono álbum de estúdio da banda sueca de hard rock Europe. Foi lançado em 18 de abril no Japão pela Victor Entertainment e em 20 de abril na Suécia pela Gain Music Entertainment.
| Críticas profissionais                                                      | Críticas profissionais |
| Avaliações da crítica                                                       | Avaliações da crítica  |
| Fonte                                                                       | Avaliação              |
| --------------------------------------------------------------------------- | ---------------------- |
| allmusic                                                                    | [ 3 ]                  |
| Esta tabela precisa de ser acompanhada por texto em prosa. Consulte o guia. |                        |

## Faixas
1. "Riches to Rags" (Joey Tempest, John Levén) – 3:05
2. "Not Supposed to Sing the Blues" (Joey Tempest) – 5:13
3. "Firebox" (Joey Tempest, Mic Michaeli) – 3:46
4. "Bag of Bones" (Joey Tempest) – 5:31
5. "Requiem" [instrumental] (Mic Michaeli) – 0:28
6. "My Woman My Friend" (Joey Tempest, John Levén) – 4:25
7. "Demon Head" (Joey Tempest, John Levén, John Norum) – 3:58
8. "Drink and a Smile" (Joey Tempest, Mic Michaeli) – 2:21
9. "Doghouse" (Joey Tempest) – 3:58
10. "Mercy You Mercy Me" (Joey Tempest, John Norum) – 4:31
11. "Bring It All Home" (Joey Tempest, Mic Michaeli) – 3:39

### Bônus de edição japonesa
1. "Beautiful Disaster" – 3:57 (Joey Tempest)

## Histórico de lançamento
| Região      | Data                |
| ----------- | ------------------- |
| Japão       | 18 de abril de 2012 |
| Suécia      | 25 de abril de 2012 |
| Reino Unido | 30 de abril de 2012 |

## Créditos
Europe
- Joey Tempest – vocais principais e secundários
- John Norum – guitarras
- John Levén – baixo
- Mic Michaeli – teclados, backing vocals
- Ian Haugland – bateria, backing vocals

Adicional
- Joe Bonamassa – slide guitar[2][4]
- Anton Fig – percussão[2]

Produção
- Produzido por Kevin Shirley[2]
- Mixado por Kevin Shirley[2]

Capa
- Design por Ulf Lundén[2]

## Posições
| Ano  | Lista                 | Pico | Ref.   |
| ---- | --------------------- | ---- | ------ |
| 2012 | Swedish Album Chart   | 2    | [ 5 ]  |
| 2012 | Norwegian Album Chart | 21   | [ 6 ]  |
| 2012 | Dutch AlbumTop 100    | 44   | [ 7 ]  |
| 2012 | UK Albums Chart       | 56   | [ 8 ]  |
| 2012 | German Albums Chart   | 26   | [ 9 ]  |
| 2012 | Swiss Albums Chart    | 18   | [ 10 ] |
| 2012 | Czech Album Chart     | 37   | [ 11 ] |